# Camel case

Las mayúsculas mediales de una palabra en camelCase se asemejan a las jorobas de un camello.

Camel case (estilizado como camelCase) es la práctica de escribir frases o palabras compuestas sin separación o puntuación, colocando mayúsculas a cada palabra. El nombre se debe a que las mayúsculas a lo largo de una palabra en camelCase se asemejan a las jorobas de un camello. El nombre camelCase se podría traducir como Cajas camello, aludiendo el término caja usado en tipografía para referirse a las mayúsculas —caja alta—, o a las minúsculas —caja baja—.
Camel case es usado a menudo como una convención de nomenclatura en la programación.
Existen dos tipos de camelCase:
- UpperCamelCase (más conocido como PascalCase), cuando la primera letra de cada una de las palabras es mayúscula. Ejemplo: EjemploDeUpperCamelCase.
- lowerCamelCase (o simplemente camelCase), igual que la anterior con la excepción de que la primera letra es minúscula. Ejemplo: ejemploDeLowerCamelCase.

## Usos
- En varios lenguajes de programación
  - Java
  - JavaScript
  - .NET
  - C
  - C++
  - C#
  - Objective-C
  - ActionScript
  - PHP
  - Python[5]
  - Scala (lenguaje de programación)
  - Kotlin (lenguaje de programación)
  - Dart
- En las primeras herramientas Wikipedia
- En nombres de empresas tales como
  - GeneXus
  - BellSouth
  - CompuServe
  - Microsoft, antiguamente MicroSoft
  - PriceWaterhouseCoopers
  - OmegaSoft
  - VaxaSoftware
  - eDreams
- En algunos hashtag